# John von Collas
John von Collas, también conocido como Jean de Collas (11 de noviembre de 1678 - 16 de junio de 1753), fue un arquitecto de estilo barroco tardío del siglo XVIII.
Collas nació en Sedan (Francia), en una familia de hugonotes franceses, su madre era Elisabeth de Vilain (fallecida en 1681) y su padre era Antoine de Collas, fallecido en 1693, consejero de Guillermo III de Orange, más tarde Guillermo III de Inglaterra.
Después del Edicto de Fontainebleau de 1685 la familia se vio obligada a huir de Francia y se trasladó en primer lugar a los Países Bajos y más tarde a Londres en 1688. Collas se crio en la finca de William Russell, primer Duque de Bedford y se convirtió en paje de la nieta de Russell, Mary Butler (1646-1707) y condujo la carroza de la reina María II de Inglaterra en su coronación en 1689.

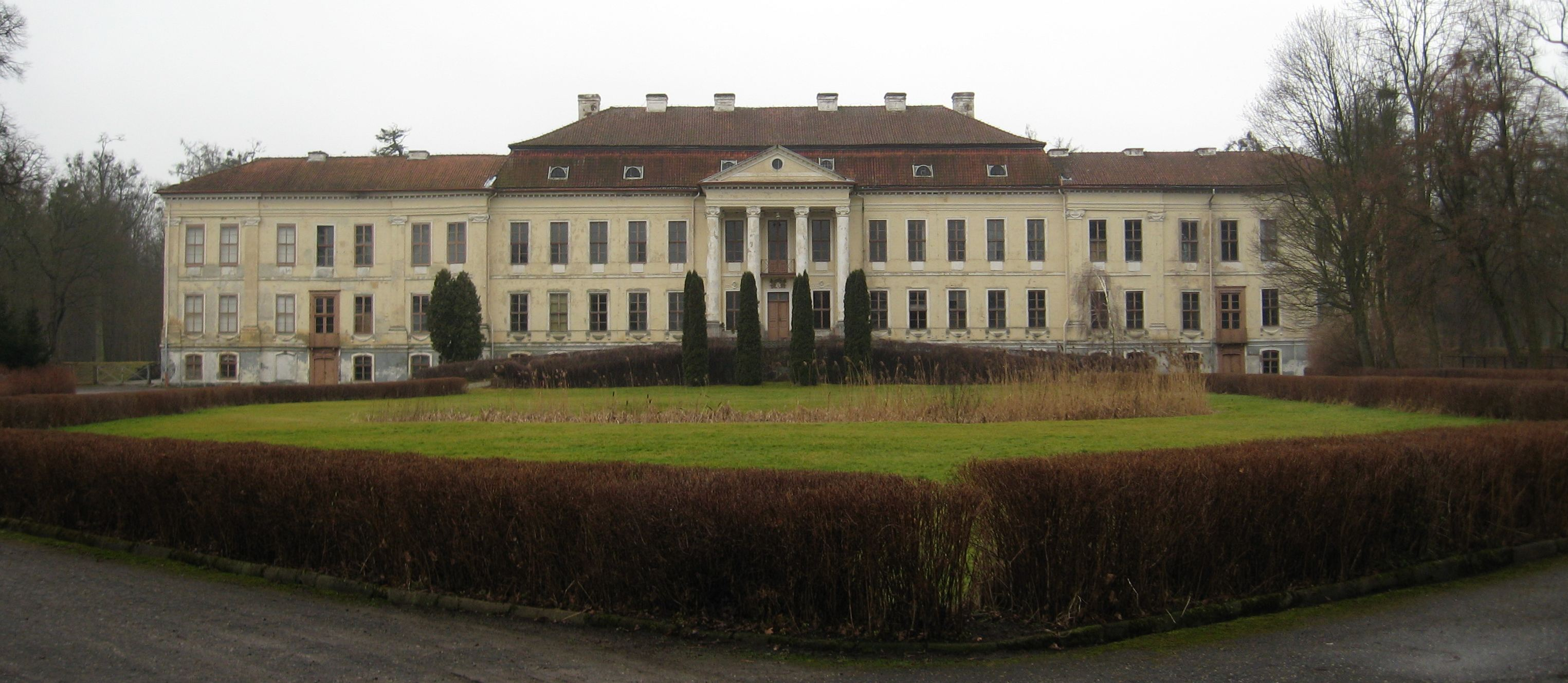
Palacio Dönhoffstädt.

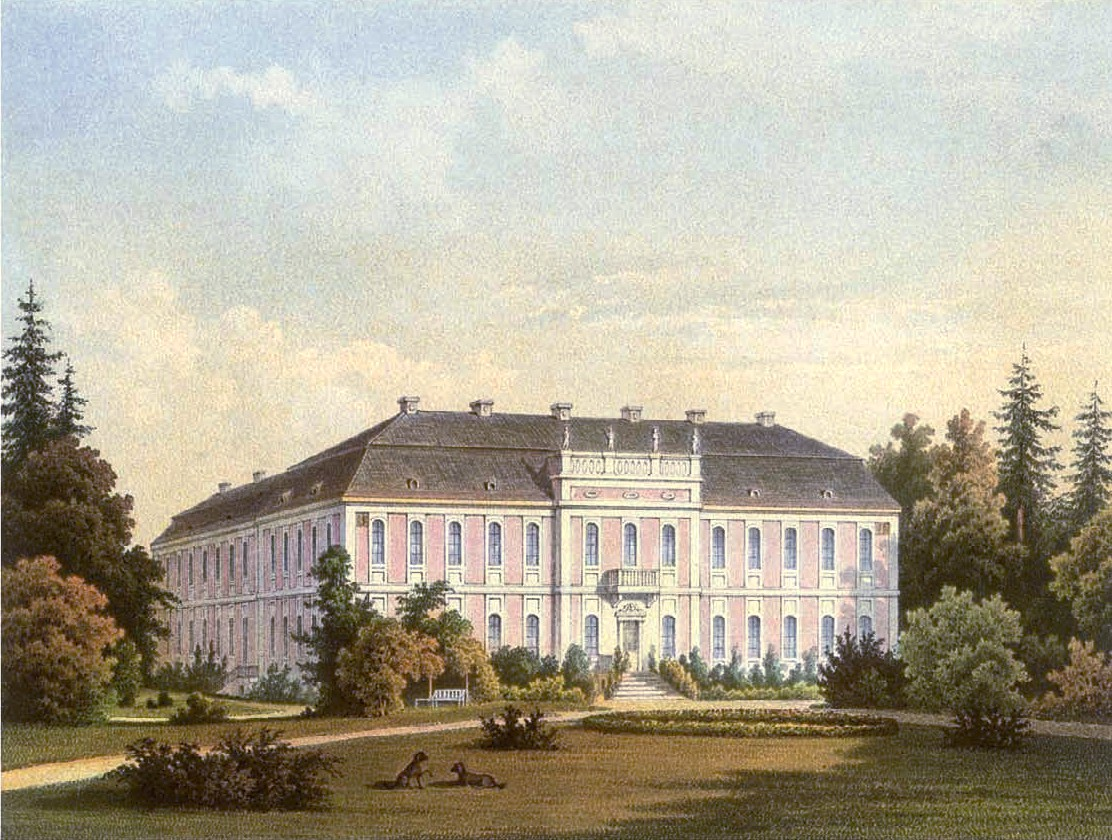
Palacio Finckenstein ca. 1860, colección de Alexander Duncker.

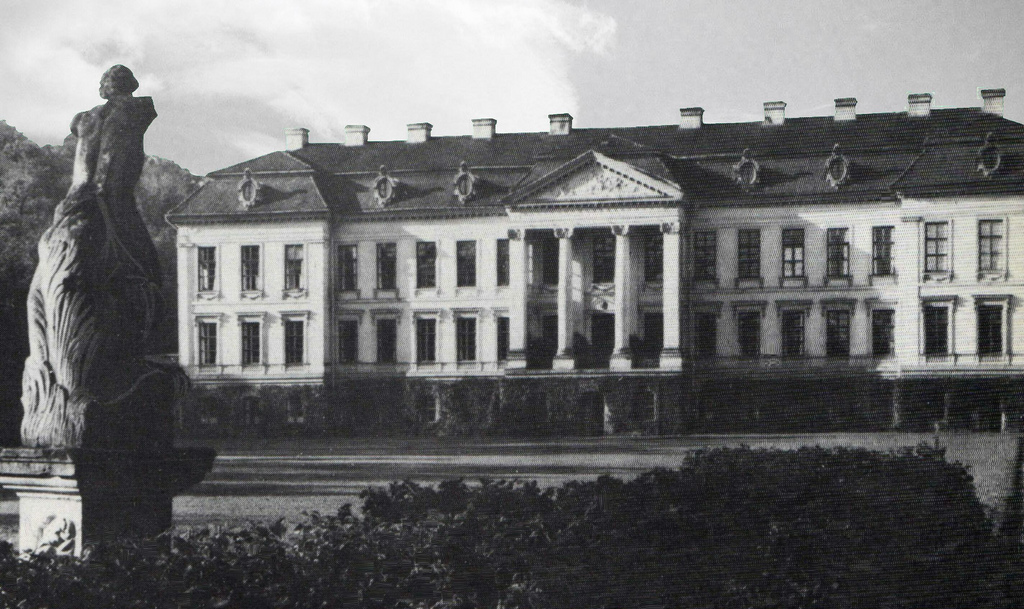
Schloss Friedrichstein.

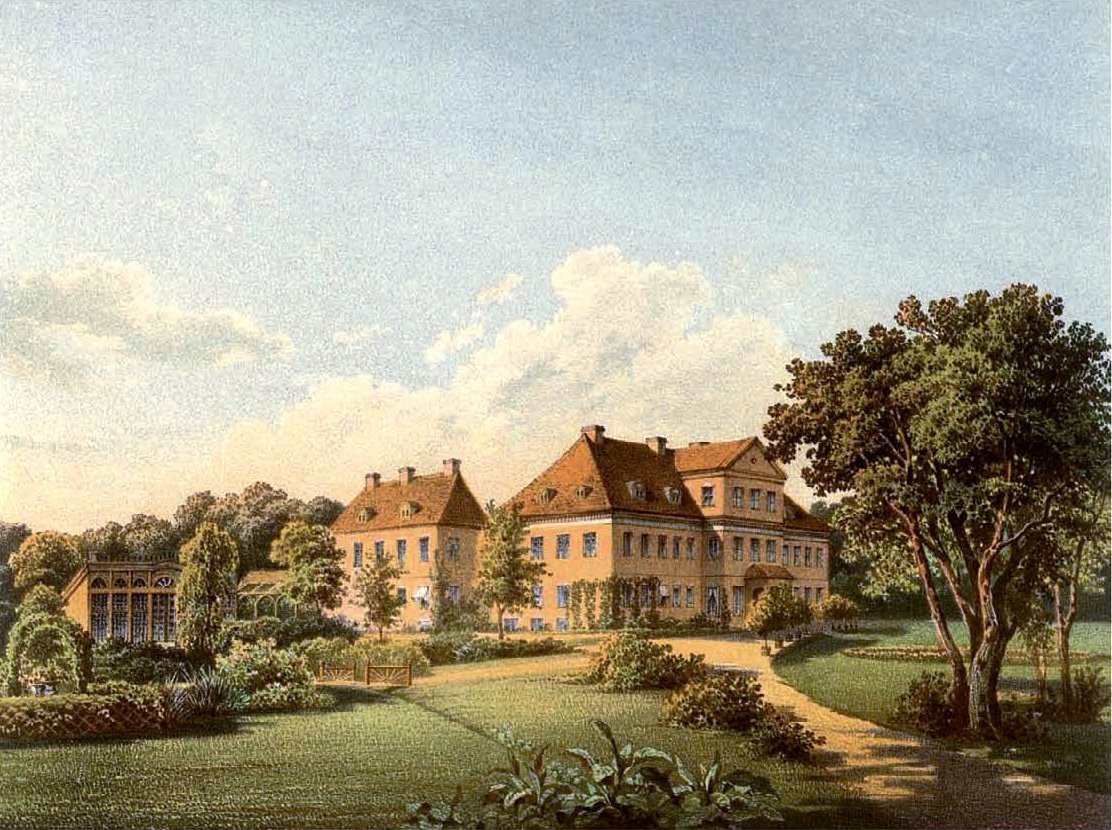
Castillo Carwinden ca. 1860, colección de Alexander Duncker.

Cuando tenía 22 años, ya era miembro de la Royal Society y decidió iniciar un viaje a Asia. En otoño de 1701, llega a Königsberg y decide renunciar a su viaje e instalarse en Prusia Oriental. Se convirtió en un ingeniero y geómetra. En 1704, es mencionado como miembro de la Academia Prusiana de Ciencias. Collas contrajo matrimonio en 1716 con Charlotte Pelet (27 de febrero de 1700 - 29 de diciembre de 1751), hija del comerciante Pierre Pelet, propietario de la mansión de Weißenstein-Gutenfeld.
Collas se convirtió en el propietario de varias fincas en Prusia Oriental como Dommelkeim, Naujeninken, Brandwehten, Perkuhnen, Sauerwalde, Laugallen, Kraupischkehmen,  Weißenstein, Gutenfeld y casas en Wehlau y Borchersdorf y fue un arquitecto de éxito y proyectó los palacios barrocos de Finckenstein, Friedrichstein, Dönhoffstädt y Jäskendorf.